# HD 140979
HD 140979，又名CP-52 8912，SAO 243001、HR 5865，是一颗恒星，视星等为6.07，位于銀經328.16，銀緯1.52，其B1900.0坐标为赤經15h 41m 19.2s，赤緯-52° 1.52′ 43″。